# Myanmar i olympiska sommarspelen 1996
Myanmar deltog i de olympiska sommarspelen 1996.

## Friidrott
Herrarnas 20 kilometer gång
- Myint Htay — 1:42:28 (→ 53:e plats)